# Skript (Sprachwissenschaft)
Skript (engl. script, „Datenstruktur“, aus lat. scribere, „schreiben“) ist in der Sprachwissenschaft die schematisch vorgegebene Darstellung einer Textstruktur oder Handlungsfolge. 

## Allgemeines und Deutungsversuche
Der Begriff Skript wurde 1977 durch US-amerikanische Sprachwissenschaftler eingeführt und später in Deutschland als Anglizismus übernommen. Der gesamte Wissensbereich wird nach Roger C. Schank und Robert P. Abelson in den Rahmen („frame“) für Objekte und deren Eigenschaften und Skript („script“) für Handlungen eingeteilt. „Ein Skript ist eine Struktur, die angemessene Sequenzen von Ereignissen in spezifischen Kontexten beschreibt“. Nach Attardo ist Skript ein organisierter Informationskomplex. Skripts sind alle Wissenszusammenhänge, in denen es um Handlungen oder Geschehensabläufe geht. Skript ist das prozessuale Wissen über eine Reihe von Handlungsfolgen, das als Gemeinwissen das Verhalten der einzelnen Mitglieder reguliert. Skripts kommen in der Linguistik in allen Textsorten vor.  

## Skripts im Alltag
Aufgrund des Skripts werden bestimmte Handlungen vorgenommen. Das im Skript gespeicherte Wissen dient der Orientierung in häufig auftretenden Alltagssituationen. So braucht man in der Regel nur ein Skript abzurufen, um bestimmtes Wissen oder Erfahrungen über konkrete Ereignisabfolgen anwenden zu können. Nach Dorsch Psychologisches Wörterbuch ist Skript „eine Eintragung (Speicherung) im Langzeitgedächtnis, die die reguläre Ereignisabfolge in bestimmten (spezifischen) Situationen, Kontexten (z. B. Restaurant, Arzt, Bahnfahrt) beschreibt“ und bei Konfrontation mit diesen Ereignissen abgerufen werden kann. Da das Skript bereits konkrete Handlungsfolgen vorsieht, muss der Mensch sie nicht erst durch Denken neu konstruieren. Wenn beispielsweise ein Gast im Restaurant bemerkt, dass die servierte Speise kalt ist, erinnert er sich an das gespeicherte Skript, diesen Mangel bei der Bedienung zu reklamieren.

## Skriptopposition
In der Textsorte Witz treffen meist zwei gegensätzliche Skripte zusammen, man spricht dann von Skriptopposition. Sie funktioniert etwa über gegensätzliche Begriffspaare wie Leben/Tod, reich/arm oder sexuell/nicht sexuell usw. Der Witzerzähler bietet ein mehrdeutiges Skript an, das der Zuhörer jedoch nur in einer Form auslegt. Die Pointe bringt dem Zuhörer die Einsicht, dass vom Erzähler die andere, gegensätzliche Bedeutung gemeint war; in der Pointe wird diese Inkongruenz aufgelöst. 

„Treffen sich zwei Jäger im Wald. Beide tot.“

Treffen ist die Skriptopposition, die zwei Bedeutungen hat. Die Complicatio des Witzes legt mit „treffen“ nahe, dass die beiden Jäger sich im Wald begegnen, die Pointe verwendet jedoch überraschend den „Treffer“ als Ergebnis des gegenseitigen Schusswaffengebrauchs. Durch das Sprachelement wird eine zweite Interpretation ausgelöst. Die Pointe ist die Stelle, an der ein Wechsel von einem Skript zum anderen ermöglicht wird.
Die Skriptopposition kennt die Möglichkeit der Ambiguität (overlapping) und der Gegensätzlichkeit (oppositeness). Bei overlappings hat ein Skript mehrere Lesarten, die sich überlappen, bei oppositeness sind sie gegensätzlicher Natur. In einem Text, der einen einfachen Witz beinhaltet, existiert stets ein Zusammenspiel beider Merkmale. Die Bedingungen lauten nach Raskin wie folgt: Erstens ist der Text für beide Skripts kompatibel. Zweitens weisen die Skripts, mit denen der Text kompatibel ist, das Merkmal der Gegensätzlichkeit auf.